# Confederazione di organizzazioni italiane per la ricerca analitica sui gruppi
La Confederazione di organizzazioni italiane per la ricerca analitica sui gruppi, in acronimo COIRAG, è un'associazione scientifica senza fini di lucro, che ha lo scopo di contribuire alla ricerca, alla formazione e alla promozione della pratica clinica ed istituzionale nell'ambito delle psicoterapie ad orientamento psicoanalitico ed in particolare dell'analisi di gruppo. È stata fondata nel 1982 dai leader di alcune associazioni nazionali sulla base di una comune matrice scientifico culturale, e presenta al suo interno specifiche competenze distribuite nelle diverse Associazioni che la compongono. 
Si pone come principale punto di riferimento ufficiale italiano dell'IAGP, la federazione mondiale delle società scientifiche che si occupano di terapia di gruppo e gruppoanalisi.
Ne risulta un quadro istituzionale in cui si confrontano diverse competenze nell'ambito dell'analisi di gruppo che variano dalla gruppoanalisi allo psicodramma analitico (freudiano e junghiano), dalla psicosocioanalisi alla psicoanalisi di gruppo di scuola francese, dalla psicoanalisi bioniana a quella di derivazione lacaniana.
A ottobre 2022, dopo aver votato il nuovo Statuto, COIRAG è diventata Ente del Terzo Settore (ai sensi dell'art. 21 d.lgs. 3 luglio 2017, n. 117 Codice del Terzo Settore) ed ha effettuato l'iscrizione al Registro Unico Nazionale del Terzo Settore con RG Regione Lombardia n. 6994 del 06.10.22.

## Composizione
La Confederazione è costituita ad oggi da nove associazioni diffuse su tutto il territorio italiano e da soci individuali, membri delle stesse, appartenenti all'ordine professionale dei medici e/o degli psicologi, in possesso di una qualificata formazione nell'ambito della psicoterapia ad orientamento psicoanalitico, sia individuale che gruppale. 

## Le associazioni della rete COIRAG
Le associazioni federate COIRAG sono società scientifiche che concorrono al comune obiettivo di studio e ricerca analitica sui gruppi di differenti dimensioni e natura. Ad oggi le associazioni afferenti a Coirag sono 9: 
- ACANTO - Associazione per lo studio delle dinamiche di gruppo;
- APG - Associazione di psicoterapia psicoanalitica di gruppo;
- APRAGI - Associazione per la ricerca e la formazione in psicoterapia individuale, di gruppo e analisi istituzionale;
- APRAGIP - Associazione per la ricerca e la formazione in psicoterapia individuale, di gruppo, istituzionale e psicodramma analitico;
- ARIELE PSICOTERAPIA - Associazione italiana di psicoterapia psicoanalitica individuale, gruppale e istituzionale di matrice psico-socio-analitica;
- AS.VE.GRA. - Associazione Veneta per la Ricerca e la Formazione in Psicoterapia Analitica di Gruppo e Analisi Istituzionale;
- IL CERCHIO - Associazione per lo Studio della Gruppoanalisi in Italia;
- LABORATORIO DI GRUPPOANALISI - Associazione Nazionale per la Ricerca e la Formazione in psicoterapia di gruppi e analisi istituzionale;
- S.I.Ps.A. - Società Italiana di Psicodramma Analitico.

## Organismi specializzati COIRAG

### Commissione Scientifica
La Commissione è un organismo specializzato che ha le finalità di proporre e organizzare iniziative atte a promuovere studi e ricerche sulle tematiche scientifico-culturali attinenti ai gruppi e di favorire la comunicazione e l'interazione e l'integrazione tra i diversi modelli culturali presenti nella COIRAG e in altri contesti internazionali.

### Scuola di specializzazione in psicoterapia
La Scuola di Specializzazione in Psicoterapia forma e specializza medici e psicologi ad interventi clinici e psicosociali, individuali e di gruppo, nella libera professione e nelle istituzioni; rilascia un diploma di "specializzazione in psicoterapia ad indirizzo analitico individuale e di gruppo" riconosciuto con decreto Ministero dell'università e della ricerca (M.I.U.R.) del 31.12.1993, ed è collegata alle principali società scientifiche internazionali del settore. Il suo modello scientifico è nell'ambito della psicoterapia di orientamento psicoanalitico ed in particolare dell'analisi di gruppo.  La Scuola è convenzionata con l'Università degli Studi di Palermo, è impegnata sul fronte della ricerca e fa parte dal 2011 del GSPP (Gruppo Scuole di Psicoterapia Psicoanalitica) e a livello internazionale partecipa dal 2017 al progetto di ricerca della SPRISTAD con lo studio longitudinale internazionale sullo sviluppo professionale degli specializzandi nella formazione alla psicoterapia. Dal 2018 è convenzionata con l'Università degli Studi di Palermo. 

### Rivista "Gruppi"
Edita dal 1999 da Franco Angeli "Gruppi nella clinica, nelle istituzioni nella Società" è la Rivista della C.O.I.R.A.G. Open Access edita da Franco Angeli e consultabile per i numeri antecedenti il 2020 dai Soci, Candidati Soci e allievi della Scuola. È consultabile presso molte biblioteche e scaricabile online dal sito di Franco Angeli.  (ISDNe 1972-4837 )Ad oggi circa 150 autori hanno pubblicato i loro contributi e l’Agenzia Nazionale di Valutazione del Sistema Universitario e della Ricerca (ANVUR) ha inserito “Gruppi” nell’elenco delle Riviste Scientifiche.  "Gruppi" è presente presso biblioteche ed atenei e indicizzata su Catalogo italiano dei periodici/Acnp, Ebsco Discovery Service, Google Scholar, JournalTOCS, ProQuest Summon, PsycINFO , Torrossa - Casalini Full Text Platform

## Collaborazioni internazionali
COIRAG è membro ufficiale IAGP (International Association of Group Psychotherapy) e EAP (European Association for Psychotherapy). Attraverso le sue consociate, collabora con altri organismi internazionali quali FEPTO (Federation of European Psychodrama Training Organisation) ed EGATIN (European Group Analytic Training Institutions Network). Gli associati COIRAG sono attivi anche in AGPA (American Group Psychotherapy Association), EATGA (European Association for Transcultural Group Analysis), SPGEA - (Societé de psychoterapie de group d'enfans et. d'adolescents), G.A.S.I. (Group Analytic Society International) ed SPR (Society for Psychotherapy Research).

## Collaborazioni nazionali
COIRAG dal 2020 è membro SPR-Italia Archiviato il 25 ottobre 2020 in Internet Archive. (Society for Psychotherapy Research Sezione Italiana) è diventato membro della Consulta Scientifica della Scuola di Specializzazione in psicoterapia psicoanalitica della Coirag. L'Università degli Studi di Palermo e l'Ordine degli Psicologi della Regione Lombardia hanno inserito Coirag tra gli enti che hanno ottenuto l'idoneazione per i tirocini post lauream degli Psicologi, e dal 2020 l'Enpap Archiviato il 23 agosto 2020 in Internet Archive. ha certificato la Coirag come Ente accreditato per l'erogazione d Borse di studio per i suoi studenti.